# Lasioglossum aquilae
Lasioglossum aquilae är en biart som först beskrevs av Cockerell 1898.  Lasioglossum aquilae ingår i släktet smalbin, och familjen vägbin. Inga underarter finns listade i Catalogue of Life.